# Sarajs (Irán)
Sarajs (en persa: سرخس‎, romanizado: Sarajs, Serajs) es una ciudad de Irán, capital del condado de Sarajs en la provincia de Jorasán Razaví. Sarajs fue una vez un punto de parada a lo largo de la Ruta de la Seda y se sitúa en la frontera con Turkmenistán, donde se encuentra la ciudad de Sarajs y gran parte de la antigua ciudad. 

## Geografía
La ciudad de Sarajs está situada en el noreste de la provincia de Jorasán Razaví, junto a la frontera entre Irán y la República de Turkmenistán y a 180 kilómetros al este de Mashhad.

### Clima
El clima de Sarakhs es frío en invierno, cálido y seco en verano gracias a la influencia del desierto de Karakum. El 7 de julio de 2021 se registró la temperatura máxima récord de 48,7 °C.

## Historia
En esta zona se libraron varias batallas. Según la epopeua Shahnameh de Ferdousí, la ciudad ha existido desde el período Afrasiab y fue nombrada por su constructor, Sarajs, hijo de Godarz, por Keykavus. El oasis circundante ha estado habitado desde el segundo milenio a. C. y los historiadores turcomanos consideran que la ciudad se fundó en el 507 a. C. Aunque se considera que esta es una elección de fecha un tanto arbitraria, la sección de la ciudad llamada Sarajs que ahora se encuentra en el lado de la frontera con Turkmenistán celebró debidamente su 2500 aniversario en 1993.
Los mongoles saquearon y destruyeron Sarajs en 1221 d. C. En la era seléucida, una famosa escuela de arquitectos estaba ubicada en la Sarajs vieja, y la región conserva las tumbas de tres figuras importantes del siglo XI, dos en el lado de Turkmenistán de la frontera actual (los mausoleos de Abul Fazl y el mausoleo de Yarty Gumbez, atribuido al Sheij Ahmed Al-Jadi) y el impresionante mausoleo de Baba Loghman en el lado iraní. Todos fueron significativamente reconstruidos a mediados del siglo XIX por orden de Nasereddín Sah Kayar de la dinastía kayar, quien también reconstruyó la actual ciudad del lado iraní. En 1884, los rusos ocuparon la Sarajs vieja (actualmente parte de Turkmenistán) de Irán junto con Merv y Asjabad y, por lo tanto, se establecieron en la frontera de Irán y Afganistán desde el mar Caspio hasta Sinkiang, China.

## Demografía
| 6806                  | 16 559 | 22 271 | 28 547 | 33 571 | 37 175 | 42 179 |
| (Fuente: Censo iraní) |        |        |        |        |        |        |

## Economía
Las industrias más importantes de esta ciudad son las industrias relacionadas con la extracción, refinación y almacenamiento de recursos de gas, petróleo y azufre que son ricos. La mina de carbón Aq Darband, que ahora está inactiva después de caer y matar y lesionar a varios trabajadores. Las minas de arena en el área de Qush-e Azim también están en funcionamiento.
En el condado de Sarajs también está la Zona Económica Especial de Sarajs.

## Infraestructura

### Arquitectura, monumentos y lugares de interés
El sitio histórico principal de Sarajs es el mausoleo de Baba Loghman, parcialmente restaurado tras ser construido en 1356 y situado al norte de la ciudad. 
En el condado de Sarajs, a 80 km de la ciudad de Sarajs, se encuentran el lago Bazangan, la cueva y embalse de Mazdavand, el caravasar de Ribat Sharaf y la presa de la amistad Irán-Turkmenistán.

### Transporte
Más de un siglo después de las primeras propuestas de un ferrocarril transfronterizo en este lugar, los ferrocarriles de Irán y Turkmenistán finalmente se conectaron aquí en 1996. Se necesita un cambio de ejes para superar una ruptura de ancho. Esto se complementará con una instalación de cambio de ancho de vía (TSR) de ejes de vía variable SUW 2000 más rápida.

## Galería

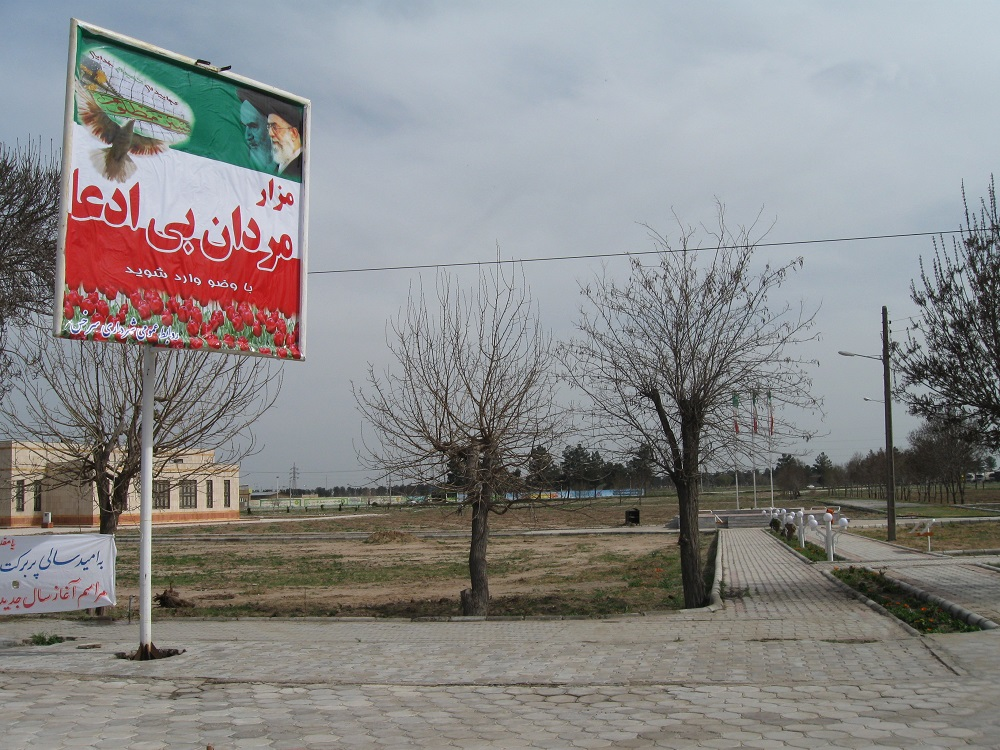
Calles de Sarajs
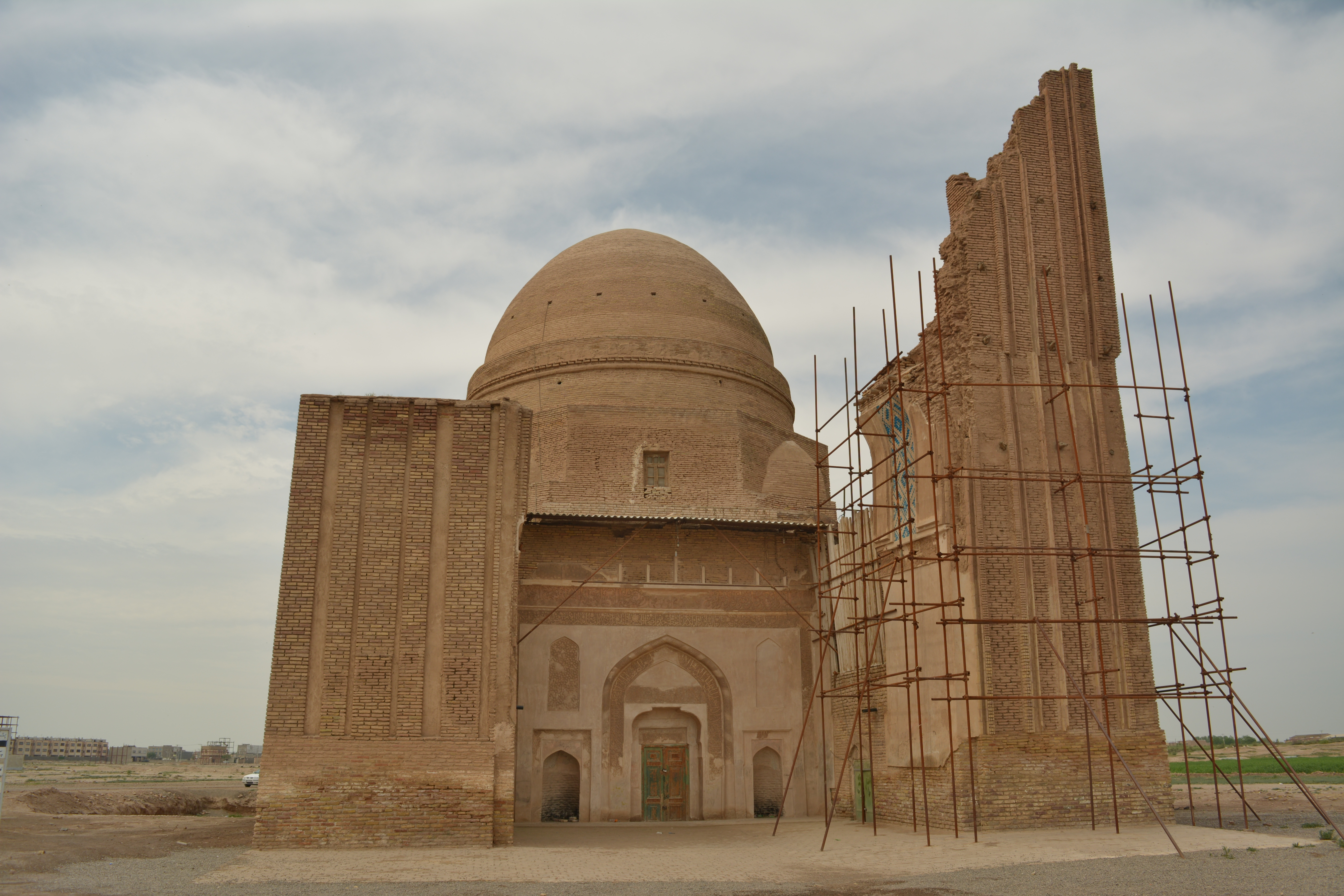
Mausoleo de Baba Loghman
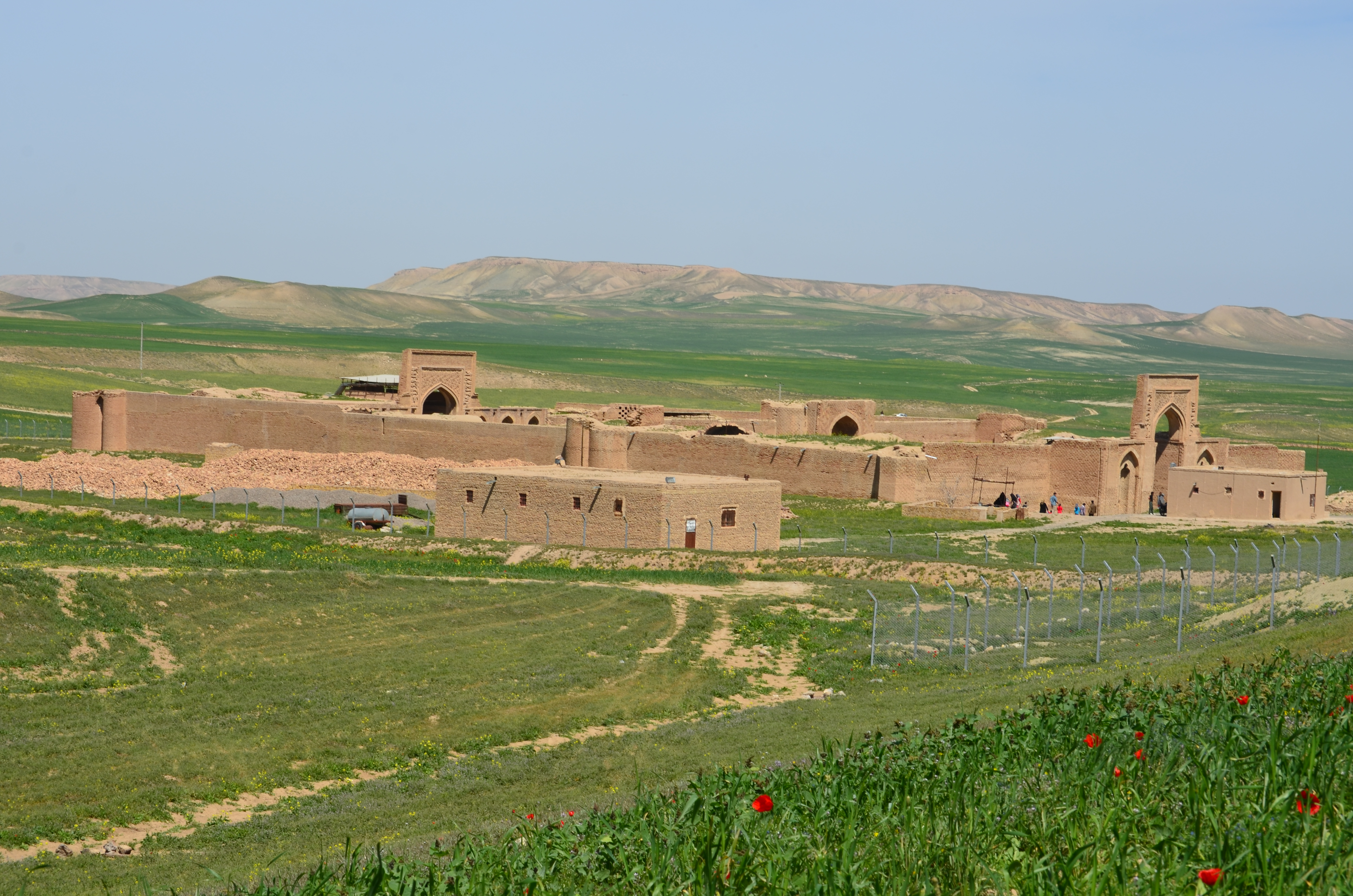
Caravansar de Ribat Sharaf